# Reidar Martiniuson

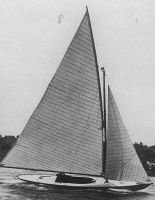
Imatge del vaixell de Reidar Martiniuson, guanyador de la medalla d'or en els Jocs Olímpics d'estiu de 1920 en la categoria de 8 metres.

Johan Reidar Martiniuson (Nøtterøy, Vestfold, 4 de juliol de 1893 - Nova York, Estats Units, 4 de juny de 1968) va ser un regatista noruec que va competir a començaments del segle xx.
El 1920 va prendre part en els Jocs Olímpics d'Anvers, on va guanyar la medalla d'or en els 8 metres (1919 rating) del programa de vela, a bord del Sildra.